# 应县
应县是中国山西省朔州市所辖的一个县。总面积为1708平方公里，縣人民政府駐金城鎮。

## 历史沿革
汉置剧阳县，为雁门关以北关外地区的一个小县城。晋朝废，唐朝置金城县，后为应州治，明朝废县入应州，1912年民国时期改为应县，民国期间隶属于察哈尔省。1949年起，属雁北专区。1952年废察哈尔省，随雁北归为山西省管辖。1970年，属雁北地区。1993年，撤销雁北地区，划入朔州市管辖至今。

## 行政区划
应县下辖3个镇、9个乡：
金城镇、南河种镇、下社镇、镇子梁乡、义井乡、臧寨乡、大黄巍乡、杏寨乡、下马峪乡、南泉乡、大临河乡和白马石乡。

## 地理
应县地处大同盆地南部。
最高山峰卧羊场，海拔2333米。
主要河流有桑干河、浑河。

## 交通
- 铁路：韩原铁路应县站，大西客运专线应县西站。
- 公路： 二广高速、 336国道过境。

## 人口
根據第七次人口普查數據，截至2020年11月1日零時，應縣常住人口為243970人。
2010年第六次全国人口普查应县人口为327973人。

## 经济
2011年应县GDP为428382万元。

## 风景名胜

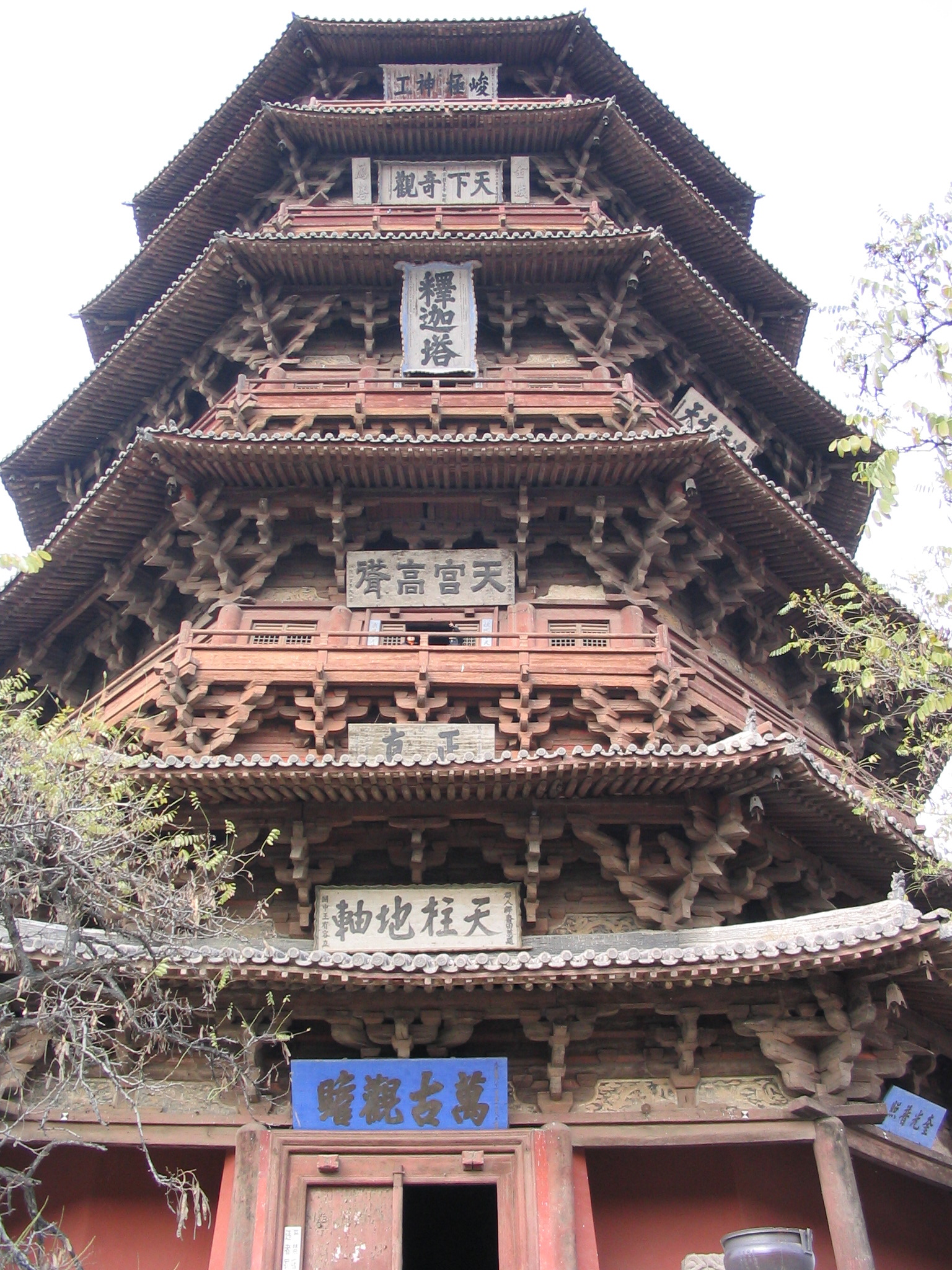
佛宫寺释迦塔（应县木塔），高67.31米，建于1056年，是目前世界现存最高、最古老的多层木结构建筑

- 全国重点文物保护单位：佛宫寺释迦塔（应县木塔）、净土寺
- 山西省文物保护单位：繁峙古城遗址、田蕙墓
- 应县文物保护单位：烈士纪念塔、边耀新石器文化遗址、司马镇遗址、文殊寺、殊海寺、永镇寺、大安寺